# Julián García Vargas

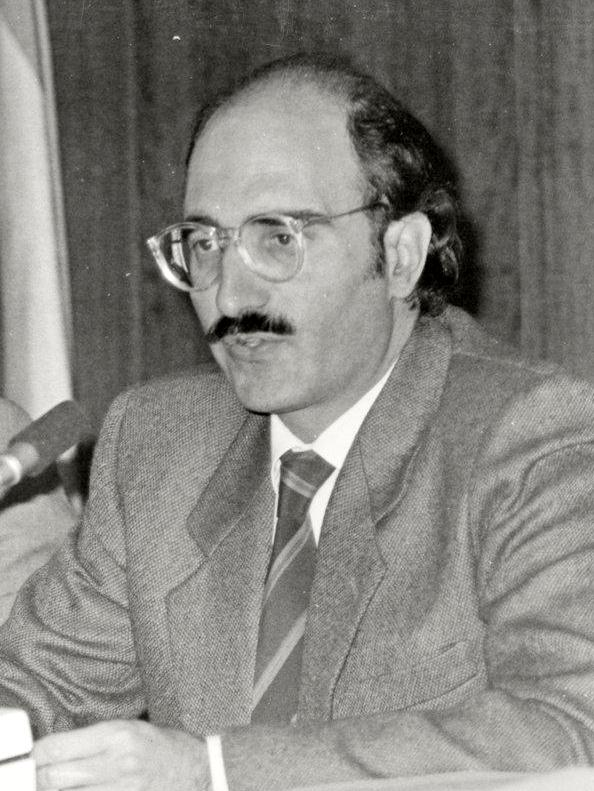
Julían García Vargas (1986).

Julián García Vargas (Madri, 1945) é um economista e político espanhol licenciado em Ciências Econômicas na Universidade Complutense de Madri.